# Onegin
Pour les articles homonymes, voir Eugène Onéguine (homonymie).
Pour plus de détails, voir Fiche technique et Distribution.
Onegin est un film américano-britannique réalisé par Martha Fiennes sorti en 1999. 
Il s'agit d'une adaptation du roman en vers Eugène Onéguine d'Alexandre Pouchkine (1799-1837).

## Synopsis
Eugene Onegin, aristocrate désenchanté, déménage dans un village à proximité de Saint-Pétersbourg. Par le biais de Vladimir Lensky, un voisin bien nanti et poète, il fait la connaissance de Tatyana Larin, jeune femme romantique, qui tombe amoureuse de lui au premier regard. Il n'a que faire de son amour et la rejette.
Lensky le pousse à un duel pour obtenir le cœur d'Olga, la sœur de Tatyana, et Eugene le tue. Il perd alors de vue Tatyana qui se marie à un homme qu'elle n'aime pas. Quelques années plus tard, Eugene retrouve Tatyana, qui fait maintenant partie de la haute société russe, et succombe à son charme. Mais à son tour, elle rejette son amour, non pas parce qu'elle ne l'aime plus, mais parce qu'elle doit rester fidèle aux vœux de son mariage.

## Fiche technique
- Titre : Onegin
- Réalisation : Martha Fiennes
- Scénario : Peter Ettedgui et Michael Ignatieff, d'après Eugène Onéguine d'Alexandre Pouchkine
- Producteur délégué : Ralph Fiennes
- Musique : Magnus Fiennes
- Pays :  Royaume-Uni,  États-Unis
- Année : 1999
- Genre : Drame; Romance
- Durée : 106 minutes
- Date de sortie en salles : 
  -  Canada : 18 septembre 1999 (première au Festival du film de Toronto)
  -  Italie : 8 novembre 1999 (Venise), 19 novembre 1999
  -  Royaume-Uni : 19 novembre 1999
  -  États-Unis : 17 décembre 1999 (Los Angeles), 22 décembre 1999 (New York), 31 décembre 1999 (limited), 5 février 2000

## Distribution
- Liv Tyler (VF : Marie Diot) : Tatyana Larina
- Ralph Fiennes (VF : Constantin Pappas) : Evgeny Onegin
- Toby Stephens : Vladimir Lensky
- Lena Headey : Olga Larina
- Alun Armstrong : Zaretsky
- Martin Donovan (VF : Frédéric Souterelle) : le prince Nikitin
- Harriet Walter : Mme Larina
- Irene Worth : la princesse Alina

 Source et légende : version française (VF) sur RS Doublage